# Fernando Iglesias (político argentino)
Fernando Adolfo Iglesias (Buenos Aires, 14 de mayo de 1957) es un político, periodista, escritor y exentrenador de vóley argentino. Desde 2017 se desempeña como diputado por la Ciudad Autónoma de Buenos Aires por Cambiemos, actual Juntos por el Cambio. Entre 2007 y 2011 había ocupado una banca en representación de ese mismo distrito por la Coalición Cívica.

## Biografía

### Comienzos
Se recibió de Bachiller de la Escuela Normal Superior de Avellaneda (ENSPA).
En los años 1970, Iglesias militó en el trotskista Partido Socialista de los Trabajadores, acompañando la candidatura presidencial de Juan Carlos Coral y Nora Ciapponi en las elecciones de 1973. Luego de abandonar el partido comenzó a militar por los derechos humanos en el Frente de Trabajadores por los Derechos Humanos.
Iglesias se graduó de Licenciado en Alto Rendimiento Deportivo en la Universidad Nacional de Lomas de Zamora. Vivió durante varios años en Italia, trabajando como entrenador de vóley.

### Periodismo y docencia
A mediados de los años 1990 regresó a la Argentina proveniente de Italia y trabajó como camionero, profesor de idiomas y de tango. Mientras tanto estudió periodismo en TEA, y mostró interés por la temática de la globalización. Fue columnista de diversos medios argentinos, entre ellos La Nación, Clarín, Revista Ñ, Enfoques, Editorial Perfil, Revista Noticias y Revista Veintitrés. Fue corresponsal freelance en la Ciudad de Buenos Aires para medios europeos.
Trabajó como profesor de Teoría de la Globalización y Bloques Regionales en la Universidad de Ciencias Empresariales y Sociales (UCES), y en la cátedra de Gobernabilidad Internacional del Doctorado de Sociología de la Universidad de Belgrano. Fue vicepresidente de la Asociación Civil "Democracia Global - Movimiento por la Unión Sudamericana y el Parlamento Mundial".
Fue Profesor Titular de Gobernabilidad Internacional de la Universidad de Belgrano 2009-2012, profesor  del Instituto Hannah Arendt entre 2006 y 2009 y profesor de la Facultad de Ciencias Sociales de la Universidad de Lomas de Zamora 2001-2006.
Es miembro del Instituto de Sociología Política de la Academia Nacional de Ciencias Morales y Políticas. Fue representante para la Argentina de la World Citizen Foundation entre 1998 y 2003.

### Diputado nacional
Entre el 10 de diciembre de 2007 y el 10 de diciembre de 2011 fue Diputado de la Nación Argentina por la Coalición Cívica. Integró la Comisión de Libertad de Expresión de la Cámara de Diputados, desde donde se mostró crítico respecto a la ley de medios. Argumentó que los cambios introducidos al proyecto antes de la votación no le parecían suficientes, y criticó que el debate parlamentario fuera excesivamente breve. En 2011 apoyó el proyecto de ley para implementar el sistema electoral de boleta única en todo el país. Entre los diversos proyectos de ley que presentó se encuentran: la creación de un registro nacional de desaparecidos, un régimen de democratización de sindicatos, régimen de auditoría de obras sociales, modificaciones al código civil sobre cuestiones de violencia de género y ley de libertad religiosa, entre otras.

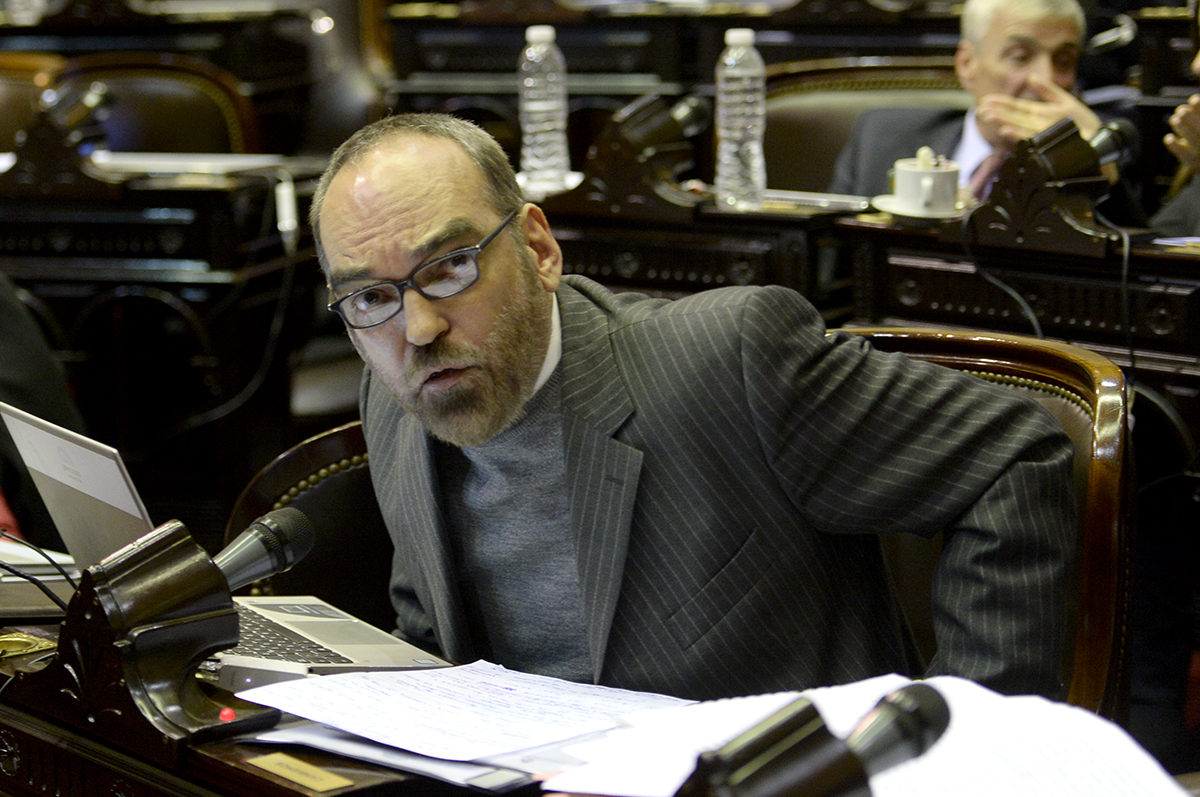
Iglesias en la Cámara de Diputados Argentina, durante el debate por la despenalización del aborto en 2018

En 2017 fue invitado a sumarse a Cambiemos por parte de un abogado cercano a Macri.  En 2017 se presentó como candidato a diputado nacional por Cambiemos y resultó elegido con más del 50% de los votos. Integró la Comisión de Previsión y Seguridad Social. Fue reelecto en las Elecciones legislativas de Argentina de 2021 con el 47,09% de los votos.

## Opiniones políticas
Iglesias se manifestó disconforme con la designación de Néstor Kirchner como secretario general de UNASUR, dijo que a Cristina Fernández de Kirchner no la consideraba «progresista» y al referirse a la marcha del 8N manifestó que había sido convocada por un país sin «mafias ni patotas».
Iglesias opinó que el kirchnerista era un gobierno populista que sostiene «una infraestructura que causa muertos todos los días y promete apagones para todo el verano, una educación en que la mitad de los alumnos no termina la secundaria, una economía que deja a un cuarto de los argentinos en la pobreza y una Cancillería que se reúne con encubridores de prófugos de la Justicia».
Iglesias considera que la crisis argentina se basa en el impulso al sector secundario de la economía, mientras según su opinión es algo que no sucede en el resto del mundo que se dedica al sector servicios. Para Iglesias Argentina se arruino desde el punto de vista democrático e institucional, con el Golpe de Estado en Argentina de 1930 y se arruino desde el punto de vista económico en 1945 con el inicio del Peronismo. Iglesias considera que Argentina se encuentra dividida en dos sectores, un sector productivo y otro sector dependiente de subsidios, y en el contexto de dicha división afirma que el peronismo se transformó en la dirección política del segundo sector. Iglesias sostiene en su libro Kirchner y Yo: por qué no soy kirchnerista del 2007 que tiene los valores fundadores de la izquierda política, a la vez que rechaza a la izquierda moderna porque considera apartada de los mismos.

## Premios y reconocimientos
- Commendatore de la Orden de la Estrella de la Solidaridad Italiana, conferida por el presidente de la República.[2]
- Distinción italiana, On. Giorgio Napolitano, y entregada por el embajador Guido La Tella, 2011.[2]
- Distinción como miembro honorario de la Cátedra para la Integración José Gervasio Artigas (Universidad Nacional de La Plata), 2011.[2]
- Premio Capalbio: Mención especial por el trabajo realizado a favor de la integración regional europea y sudamericana.[2]
- Diplomático de la Presidencia de la República Italiana, Embajador Rocco Antonio Cangelosi, en 2010.  Ganador del Premio Perfil en la categoría Política Internacional con "Por qué la ONU debe cambiar", 2005.[2]
- Ganador del Premio TEA con “Para todos los Hombres del Mundo”, 2000.[2]

## Obras
- "El Medioevo Peronista", Libros del Zorzal, Buenos Aires (2020)
- “El año que vivimos en peligro- Cómo sobrevivió el gobierno de Cambiemos al Club del Helicóptero”, Editorial Margen Izquierdo-Planeta, Buenos Aires, (2017).
- La Década Sakeada (2016)
- Es el peronismo, estúpido (Ed. Galerna, 2015)
- La cuestión Malvinas: crítica del nacionalismo argentino (Ed. Aguilar, 2012)
- La modernidad global: una revolución copernicana en los asuntos humanos (Ed. Sudamericana, 2011)
- Kirchner y yo - por qué no soy kirchnerista (Ed. Sudamericana, 2007)[27]
- Globalizar la Democracia - Por un Parlamento Mundial (Ed. Manantial, 2006)
- ¿Qué significa hoy ser de Izquierda? (Ed. Sudamericana, 2004)
- Twin Towers: el colapso de los estados nacionales (Edics. Bellatera, Barcelona, 2002)
- República de la Tierra-Globalización: el fin de las Modernidades Nacionales (Ed. Colihue, 2000)